# Nazareno Sasia
Nazareno Sasia (* 5. Januar 2001 in Cerrito) ist ein argentinischer Leichtathlet, der im Kugelstoßen sowie auch im Diskuswurf an den Start geht.

## Sportliche Laufbahn
Erste Erfahrungen bei internationalen Meisterschaften sammelte Nazareno Sasia im Jahr 2016, als er bei den U18-Südamerikameisterschaften in Concordia mit einer Weite von 51,10 m den sechsten Platz im Diskuswurf belegte und mit 15,33 m Rang sieben im Kugelstoßen erreichte. 2018 siegte er dann mit neuem U18-Südamerikarekord von 21,40 m bei den U18-Südamerikameisterschaften in Cuenca mit der leichteren 5-kg-Kugel und im Diskuswurf gewann er mit 57,19 m die Silbermedaille. Anschließend startete er im Kugelstoßen bei den Olympischen Jugendspielen in Buenos Aires und steigerte sich dort weiter auf 21,94 m und sicherte sich mit 21,25 m im zweiten Durchgang die Goldmedaille. Im Jahr darauf siegte er mit 19,13 m mit der 6-kg-Kugel bei den U20-Südamerikameisterschaften in Cali und gewann mit 53,91 m die Bronzemedaille mit dem 1,75 kg schweren Diskus. Anschließend belegte er bei den U20-Panamerikameisterschaften in San José mit 19,88 m den vierten Platz im Kugelstoßen und erreichte mit 55,37 m Rang acht im Diskuswurf. 2021 gewann er dann mit 19,79 m die Silbermedaille bei den Südamerikameisterschaften in Guayaquil hinter dem Brasilianer Welington Morais und im Diskuswurf belegte er mit 53,56 m den vierten Platz. Im Oktober siegte er dann bei den U23-Südamerikameisterschaften ebendort mit einem Stoß auf 19,11 m und gewann mit 55,24 m die Bronzemedaille mit dem Diskus hinter dem Chilenen Lucas Nervi und Alan de Falchi aus Brasilien. Anfang Dezember siegte er auch bei den erstmals ausgetragenen Panamerikanischen Juniorenspielen in Cali mit 20,08 m im Kugelstoßen und belegte mit dem Diskus mit 55,69 m den fünften Platz.
2022 siegte er mit 19,76 m im Kugelstoßen bei den U23-Südamerikameisterschaften in Cascavel und gewann auch im Diskuswurf mit 57,26 m die Goldmedaille. Kurz darauf gewann er bei den Südamerikaspielen in Asunción mit 19,73 m die Bronzemedaille hinter den Brasilianern Welington Morais und Willian Dourado. Im Jahr darauf gewann er bei den Südamerikameisterschaften in São Paulo mit 19,75 m erneut die Silbermedaille hinter dem Brasilianer Morais. Anschließend schied er bei den Weltmeisterschaften in Budapest mit 19,51 m in der Qualifikationsrunde aus und wurde bei den Panamerikanischen Spielen in Santiago de Chile mit 19,69 m Sechster. 2024 gewann er bei den Hallensüdamerikameisterschaften in Cochabamba mit 19,79 m die Silbermedaille hinter dem Brasilianer Darlan Romani und im Mai belegte er bei den Ibero-Amerikanischen Meisterschaften in Cuiabá mit 20,33 m den vierten Platz. Im August schied er bei den Olympischen Sommerspielen in Paris mit 19,33 m in der Vorrunde aus.
In den Jahren 2020, 2023 und 2024 wurde Sasia argentinischer Meister im Kugelstoßen sowie 2020 auch im Diskuswurf. 

## Persönliche Bestzeiten
- Kugelstoßen: 20,74 m, 13. Mai 2023 in Concepción del Uruguay
- Diskuswurf: 57,26 m, 30. September 2022 in Cascavel